# Fogliano (Cascia)
Fogliano è una frazione del comune di Cascia (PG).
Secondo i dati del censimento Istat 2001, gli abitanti sono 119. Il paese si trova a 827 m s.l.m..
Fogliano è un nome di vicus romano di centuriazione, come gli altri (Ramagnano, Maltignano, Collezzano, Vezzano). Sorse, sotto i barbari, come cella monastica sul dorsale di monte Frenfano (1.092 m), poi curtis e castello del XIII secolo, Castello di Frenfano. Aveva due chiese farfensi poi eutiziane, quella di San Bartolomeo e l'altra di Sant'Eustachio.
La chiesa di Sant'Ippolito è la parrocchia. Vi è accanto un campanile a torre con due campane, una di 550 kg, l'altra di oltre 300 kg. 
La chiesa era curata da una fabriceria. Nella sacrestia di Fogliano c'è un ricco archivio parrocchiale: libri di amministrazione, rilegati in pergamena antica di vecchi antifonari. Il libro dei battezzati inizia dal 1567.